# George Ledyard Stebbins
George Ledyard Stebbins, Jr. ( 6 de enero de 1906-19 de enero de 2000) fue un botánico y genetista estadounidense, considerado uno de los biólogos más destacados del siglo XX, uno de los miembros fundadores de la síntesis evolutiva moderna. Su libro de 1950 Variation and Evolution in Plants (Variación y Evolución en Plantas) llevó la botánica dentro de la síntesis.

## Biografía académica
En 1931 Stebbins se doctoró en botánica por la Universidad de Harvard. De allí se trasladó a la Universidad de California (Berkeley), donde su trabajo con E. B. Babcock sobre la evolución de las plantas y su colaboración con un grupo de biólogos evolutivos ("Bay Area Biosystematists") le condujeron a desarrollar una síntesis comprehensiva de la evolución de las plantas que incorporaba la genética.
Su publicación más importante fue Variation and Evolution in Plants(1950), donde se combina la genética y la teoría de la selección natural para describir la especiación de las plantas. Esta obra es considerada una de las principales publicaciones de las que constituyeron el núcleo de la Síntesis Moderna. Su impacto en botánica fue equiparable al del Dobzhansky en genética de poblaciones. En el campo de la botánica, Stebbins investigó también el papel de la hibridación y de la poliploidía en la evolución vegetal.
Stebbins fue muy activo en numerosas organizaciones dedicadas a la difusión de la teoría evolutiva y de la ciencia en general. Fue elegido miembro de la Academia Nacional de la Ciencia, premiado con la Medalla Nacional de la Ciencia y trabajó en los programas educativos relacionados con la enseñanza de la evolución en los institutos de secundaria de California.

## Algunas de sus publicaciones
- Variation and Evolution in Plants (1950)
- Processes of Organic Evolution (1966)
- The Basis of Progressive Evolution (1969)
- Chromosomal Evolution in Higher Plants (1971) (ISBN 0-7131-2287-0)
- Flowering Plants: Evolution Above the Species Level (1974) (ISBN 0-674-30685-6)
- Evolution (1977) with Dobzhansky, Ayala and Valentine
- Darwin to DNA, Molecules to Humanity (1982) (ISBN 0-7167-1331-4)

- La abreviatura «Stebbins» se emplea para indicar a George Ledyard Stebbins como autoridad en la descripción y clasificación científica de los vegetales.[3]